# Ludwig Kasper
Pour les articles homonymes, voir Kasper.
 Ludwig Kasper  (° Gurten, 2 mai 1893 - † Braunau am Inn, 28 août 1945), est un sculpteur autrichien.

## Biographie

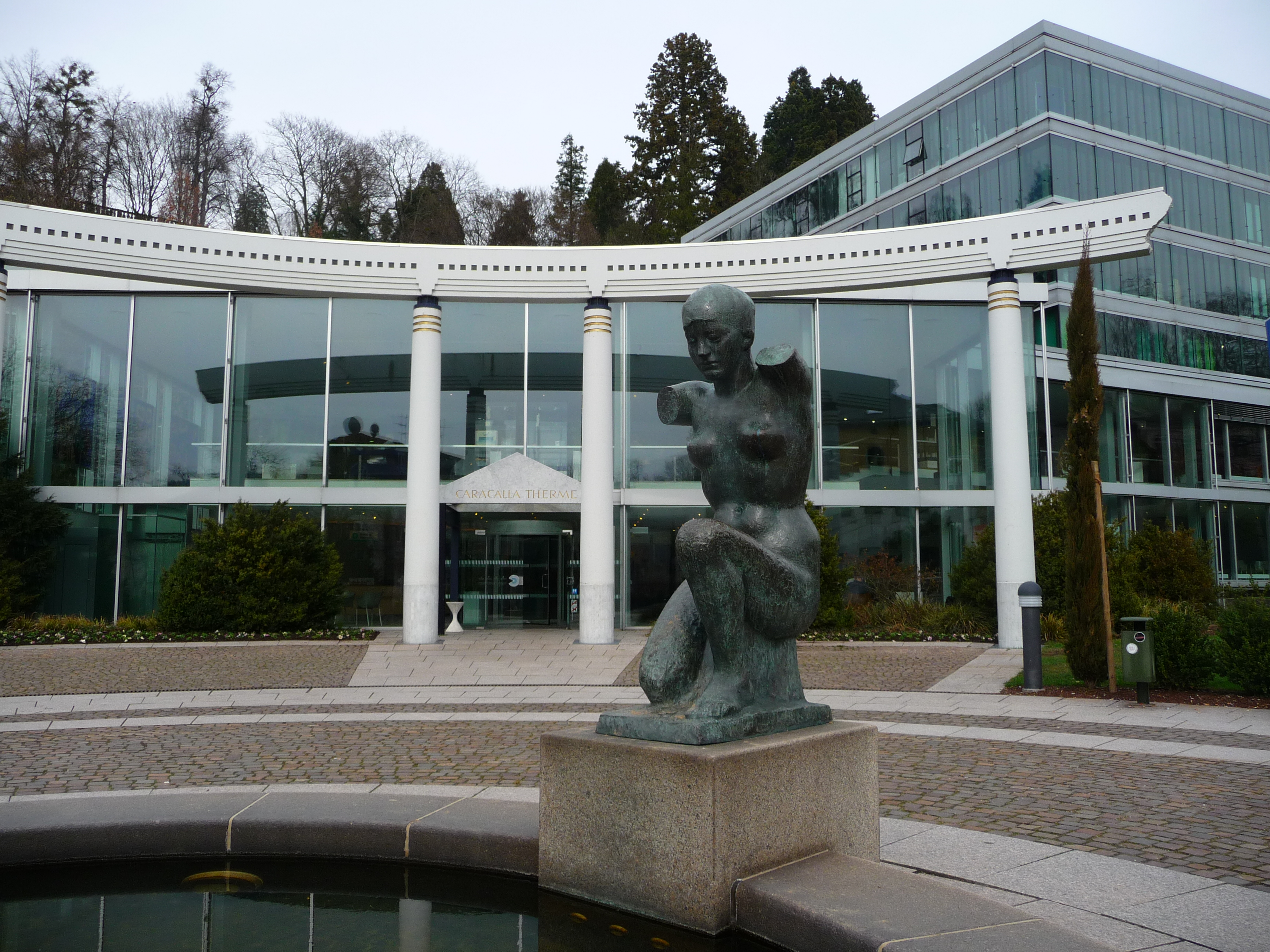
Kniende (1944).

Fils de paysan, Kasper reçoit sa formation artistique de sculpteur, entre autres à Hallstatt au Tyrol, puis chez Hermann Hahn à Munich et, comme bénéficiaire de bourses d'études, en Grèce et à Rome.
En outre, il a travaillé à Berna en Silésie, à Paris et à Berlin, où sa période de création est la plus féconde.
En 1930, il se marie avec l'artiste Ottilie Wolf (1905-2009).
Entre 1943 et 1944, il enseigne la sculpture à l'École d'art de Brunswick ; toutefois, il revient en Autriche après les bombardements subis par son pays natal et où il décède, en 1945, d'une maladie des reins.
Ses œuvres ont été exposées lors de la première édition de Documenta à Cassel en 1955.